# PV-diagram

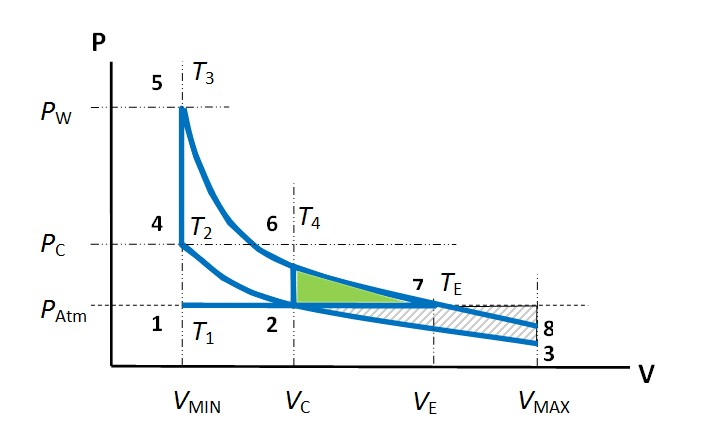
pV-diagram

Ett tryck-volymdiagram (eller PV-diagram) används för att beskriva motsvarande förändringar i volym och tryck i ett system. De används ofta inom termodynamik.
Ett PV-diagram plottar förändringen i tryck P med avseende på volymen V för vissa processer. Typiskt inom termodynamik bildar uppsättningen av processer en cykel, så att efter avslutad cykel har det inte skett någon nettoförändring i systemets tillstånd; d.v.s. enheten återgår till starttrycket och volymen.

## Historia
PV-diagrammet, då kallat ett indikatordiagram, utvecklades av James Watt och hans medarbetare John Southern (1758–1815) för att förbättra motorernas effektivitet.

## Inom medicin
Det kan kartläggas till specifika händelser i hjärtcykeln. PV-loop studier används ofta i grundforskning och pre-kliniska tester, för att karakterisera det intakta hjärtats prestanda under olika situationer (effekt av läkemedel, sjukdom)